# گمینا گدوو
گمینا گدوو (به لهستانی:  Gmina Gdów) یک گمینا در لهستان است که در شهرستان ویلیچکا واقع شده‌است. گمینا گدوو ۱۰۸ کیلومتر مربع مساحت و ۱۶٬۳۴۰ نفر جمعیت دارد.